# 田川マツ

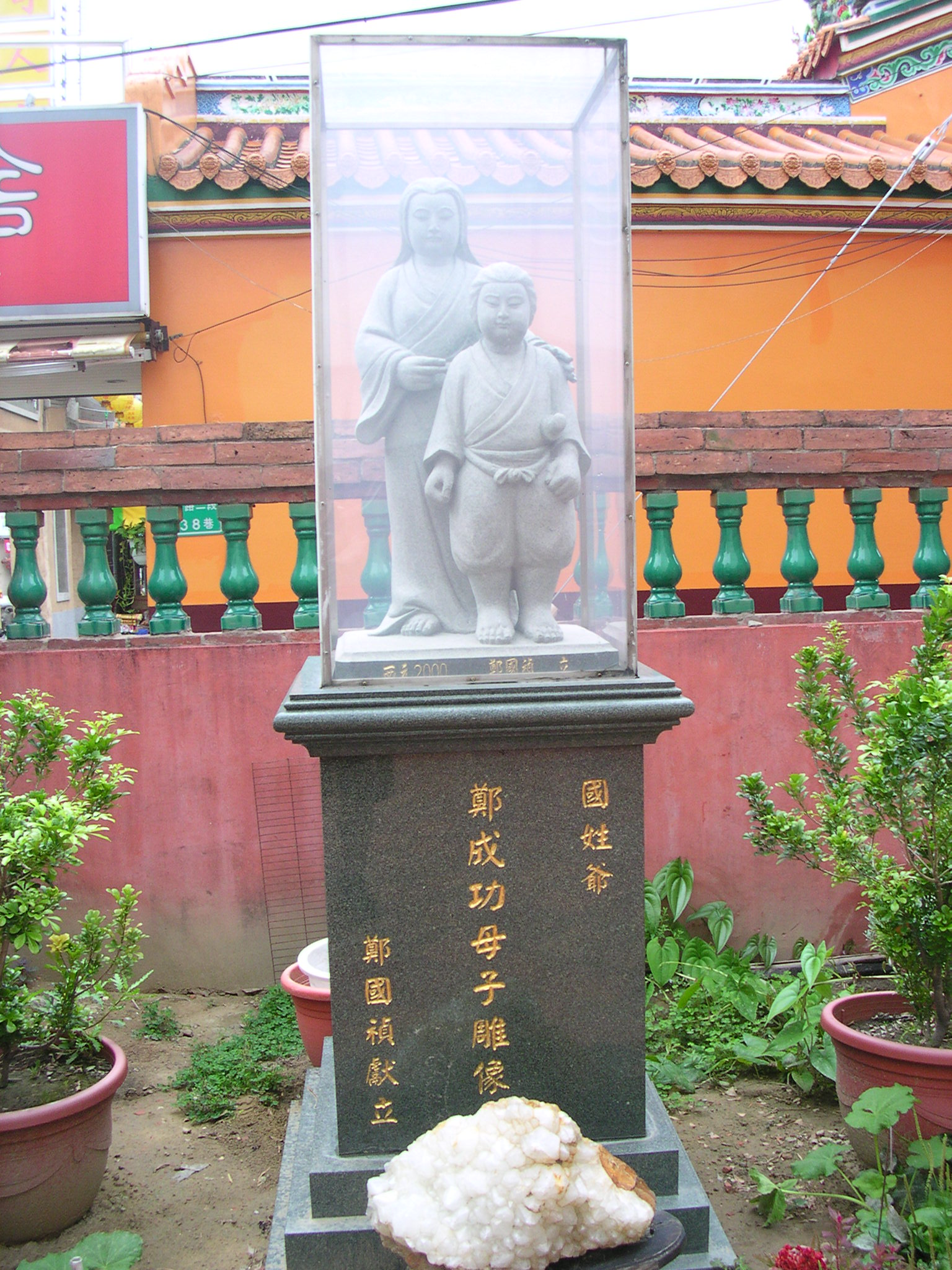
田川松と幼年の鄭成功の想像彫像（台南市・鄭成功祖廟）

田川 マツ（たがわ まつ、1601年 – 1647年）は、江戸時代の肥前国平戸藩士田川七左衛門の娘である。17世紀に活躍した軍人･政治家である鄭成功の母である。 

## 生涯
当時平戸を本拠に活躍していた明国福建省の海商、鄭芝龍の妻となり、日本名は田川福松・中国名は鄭森で台湾の英雄となる鄭成功（庶子）と、田川家を継ぐ次郎左衛門・後に七左衛門（嫡男）の2人の子を生んだ。鄭成功が7歳になったころ、鄭芝龍の故郷の福建省に、親子ともども移り住む。1647年、清による福建侵攻の際、清軍に邸内に攻め込まれ自害した。

## 評価
子の成功は、彼自身の目標である「反清復明」を果たす事無く死去し、また台湾と関連していた時期も短かったが、台湾独自の政権を打ち立てて台湾開発を促進する基礎を築いたことも事実であるため、今日では台湾人の不屈精神の支柱・象徴「開発始祖」「民族の英雄」として社会的に極めて高い地位を占めている。

## 鄭成功まつり

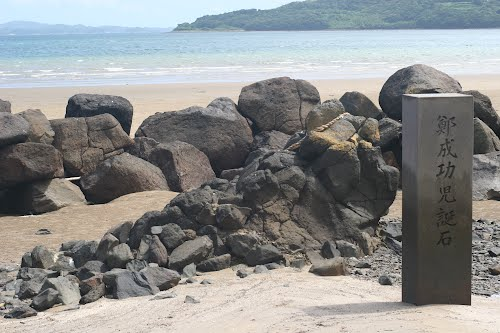
長崎県平戸市千里ヶ浜の児誕石

1624年7月14日マツはその子を妊娠中に貝拾いをしているとき、急に産気づき、岩にもたれかかり出産した。
その岩は今でも平戸市川内港の近くの千里ヶ浜に「児誕石」として顕彰されており、地元川内地区では毎年この日に「鄭成功まつり」を実施している。

## 関連文献
- 『鄭成功の母』福住信邦、講談社出版サービスセンター, 1987年10月